# チバニクル
『チバニクル』は、2018年7月4日に発売されたふなっしーの2枚目のアルバム。

## 概要
- ふなっしーにとって『うき うき ふなっしー♪ 〜ふなっしー公式アルバム梨汁ブシャー!〜』以来となる約4年ぶりのアルバム作品。
- ふなっしー地上降臨6周年記念とかけた「ロック周年」にふさわしく、ロック色の強い楽曲が収録されているアルバム作品となっている。
- これまで発売されたシングル「アルクナシ/CHARAMEL」に加えて、新曲「NASSYI! NASSYI!」「ナントカナルシング〜2018 ver.〜」「ビニール」が収録されている。

## 収録曲

### CD
1. NASSYI! NASSYI!
  - 作詞：ふなっしー 作曲・編曲：あらケン
2. チバニクル
  - 作詞：ふなっしー 作曲・編曲：あらケン
3. ナントカナルシング〜2018 ver.〜
  - 作詞：ふなっしー 作曲：hisakuni 編曲：あらケン
4. アルクナシ
  - 作詞：ふなっしー、サンプラザ中野くん 作曲：サンプラザ中野くん 編曲：あらケン
  - 2017年8月2日発売3rdシングル
5. CHARAMEL
  - 作詞：ふなっしー 作曲・編曲：あらケン
  - 2017年8月2日発売3rdシングル
6. ビニール
  - 作詞：ふなっしー 作曲・編曲：あらケン

### DVD
1. 「チバニクル」ミュージックビデオ収録
2. 「CHARAMEL」ミュージックビデオ収録
3. 「チバニクル」ミュージックビデオ撮影オフショット映像収録